# تورو كابراك
تورو كابُراگِ (باليابانية: 鏑木 享) (18 أبريل 1976 في إيباراكي في اليابان – )؛ هو لاعب كرة قدم ياباني سابق كان يلعب كمهاجم.

## وصلات خارجية
- تورو كابراك على موقع رابطة كرة القدم اليابانية للمحترفين (اليابانية)
- تورو كابراك على موقع عالم كرة القدم.نت (الإنجليزية)